# Korsør Nor
Korsør Nor er Danmarks største nor med et overfladeareal på ca. 10 km². Største vanddybde i Korsør Nor er omkring 4 meter. Norets udløb til Storebælt har siden Korsørs opståen været benyttet som havn. I stenalderen, hvor Vestsjælland lå lavere end i dag, var store områder af det, der i dag rummer den nuværende nordlige bydel (Halsskov), under havets overflade, og Korsør Nor havde karakter af en bugt med øer. Flere af øerne findes stadig i stednavnene, som f.eks. Tårnholm, Egø og Lilleø. 

## Historie
På Norets nordside opførte Marsk Stig en borg, som blev delvist udgravet i 1920-erne. I dag er ruinen tildækket og ses som en stor kuplet høj på en bakketop stik vest for Tårnborg Kirke, der ligger smukt med udsigt over noret. Nedenfor borgruinen ses en lang stensætning, som løber ca. 100 meter ud i noret. Denne stensætning er resterne af en anløbsbro, som blev bygget i forbindelse med borgen.
I øvrigt har der været mange stenalderbopladser omkring noret. Bl.a. netop dér, hvor Marsk Stigs anløbsbro når land, har der været en boplads, og man kan ved at gå i det lave vand være heldig at finde flinteredskaber på bunden. I hårde isvintre, hvor færgefarten over Storebælt måtte indstilles, blev Korsør Nor flere gange benyttet som flyveplads, hvorfra små fly fløj posten over Storebælt til og fra Nyborg. Dette kunne lade sig gøre, fordi noret på sine store lavvandede områder var bundfrosset, og fordi isen var jævn og uden skruninger.

## Natur
Korsør Nor har et rigt dyreliv bestående af mange slags saltvandsdyr, såsom rejer, krabber, rødspætter, nålefisk, ål m.m. Der er en righoldig bundvegetation med mange slags tang og søgræs. Noret er derfor også et yndet opholds- og fourageringssted for mange havfugle og trækfugle, og det huser som regel året rundt et meget stort antal svaner. Vadefugle, ænder, svaner, blishøns og skalleslugere yngler langs noret på strandenge, i gamle lergrave eller på ugenerte strandarealer. I lergravene yngler desuden forskellige arter af lappedykker. 
Flere steder langs noret findes områder med en interessant flora. På strandengene mod syd vokser bl.a. Stilket Hindebæger, Strandgåsefod og Kær-Svinemælk, og skrænterne på østsiden rummer en typisk storebæltsflora med bl.a. Hjorterod, Strand-Nellike og Almindelig Soløje. 

## Friluftsliv
Korsør Nor er et meget smukt og idyllisk område, som det kan anbefales at besøge enten i båd (Husk da, at man skal passere under broen, som forbinder de to bydele. Broen er stærkt trafikeret, men den er en klapbro, som kan åbnes for trafik på vandet. Robåde og lave motorbåde kan sejle under uden problemer). Noret kan også være mål for en éndages travetur rundt langs bredden. Man passerer på vejen rundt bl.a. to gamle bådforeninger: Lilleø og Magleø med et levende gammeldags fiskerimiljø, som bl.a. består af bådhuse og skure af meget forskellig art.
55°20′15″N 11°10′30″Ø / 55.33750°N 11.17500°Ø